# Heras (Casares de las Hurdes)
Heras es una alquería española del concejo de Casares de las Hurdes, en la provincia de Cáceres, Comunidad Autónoma de Extremadura. Aunque formalmente es un núcleo de población separado, en la práctica es un barrio de la capital municipal.

## Demografía
Sus datos de población han sido los siguientes:
- 2002: 36 habitantes
- 2005: 35 habitantes
- 2008: 32 habitantes
- 2011: 33 habitantes
- 2014: 24 habitantes

## Transporte
Por Heras pasa la carretera CC-55.2, que une Casares de las Hurdes y Nuñomoral.